# Nicias (politicus)
Nicias (Νικίας; ca. 470 – oktober 413 v.Chr.) was een Atheens politicus en generaal, zoon van de schatrijke Niceratus, van wie hij een zilvermijn met duizend slaven erfde. Hij was de leider van de hoofdzakelijk uit gezeten boeren bestaande pacifistische partij, die in de Peloponnesische Oorlog een eervolle vrede met Sparta nastreefde.
Deze houding bracht Nicias in conflict met de aanhangers van de radicale, oorlogszuchtige Cleon. Na diens dood kreeg hij zijn kans, sloot in 423 een wapenstilstand met de Spartanen en bewerkte in 421 de naar hem genoemde Vrede van Nicias. 
Toen daarna in 415 Alcibiades de Siciliaanse Expeditie propageerde, verzette Nicias zich heftig in de volksvergadering, maar aanvaardde plichtsgetrouw, toen het volk hem dat opdroeg, een commando in deze expeditie, samen met Alcibiades en Lamachus. Alcibiades liep na betichting van heiligschennis over naar Sparta en Lamachus sneuvelde vóór Syracuse, zodat Nicias alleen overbleef. Tot overmaat van ramp werd hij tijdens de vijandelijkheden ernstig ziek door moeraskoorts.
Toen het duidelijk werd dat de hele onderneming, mede door zijn weifelende houding, op een fiasco zou eindigen, aarzelde Nicias het bevel tot de terugtocht te geven, uit angst voor een als slecht voorteken opgevatte maansverduistering (27 augustus 413 v.Chr.), tot het hopeloos te laat was. Hij werd gevangengenomen en begin oktober door de Syracusanen ter dood gebracht.
Zijn zwakte zou geweest zijn dat hij zich te bezadigd en terughoudend toonde om echt te inspireren.
 Portaal Oudheid · Athene · Geschiedenis van Griekenland · Geschiedenis van Athene
- Biblioteca Nacional de España: XX5172529
- Gemeinsame Normdatei: 118587641
- International Standard Name Identifier: 0000 0000 9785 3931
- Library of Congress Control Number: n82024043
- Nationale Bibliotheek van Israël: 987007301201605171
- Nationale Bibliotheek van Polen: a0000001618988
- Nationale en Universitaire bibliotheek Zagreb: 000358984
- Nederlandse Thesaurus van Auteursnamen: 071903844
- Réseau des bibliothèques de Suisse occidentale: 02-A011719006
- LIBRIS: 275019
- Système universitaire de documentation: 124114482
- Virtual International Authority File: 46743110
- WorldCat: E39PBJvxr8djJWK4FCMkQjC4v3